# چهره به چهره (آلبوم محمدرضا شجریان)
چهره به چهره آلبومی است با صدای محمدرضا شجریان و تار محمدرضا لطفی در دستگاه نوا. این آلبوم پیش از آن در سال ۱۳۵۶ در حافظیهٔ شیراز به صورت زنده اجرا شده بود.

## شرح

### هنرمندان
- خواننده: محمدرضا شجریان
- تار: محمدرضا لطفی (تکنواز)
- شعر از حافظ، سعدی و طاهره قُرَّةُالعَین یا طاهر کاشانی
- طرح: مژگان شجریان

#### هم‌نوازان شیدا
- عبدالنقی افشارنیا: نی
- اسماعیل‌صدقی‌آسا: بربت
- زیدالله طلوعی: رباب
- بیژن کامکار: دف
- پشنگ کامکار: سنتور
- ارژنگ کامکار: تنبک
- هادی‌منتظری: کمانچه
- درویش‌رضا‌منظمی: کمانچه

### فهرست
روی الف
- قطعه نستاری (ردیف نوا)
- ساز و آواز نوا، غزل حافظ

روی ب
- قطعهٔ ضربی، رنگ نوا (ردیف نوا)
- ساز و آواز نوا
- تصنیف قدیمی نوا چهره به چهره، شعر از قرة العین
- تصنیف قدیمی مارا همه شب، شعر از سعدی